# Лигин, Валериан Николаевич
Валериа́н Никола́евич Ли́гин (26 июля 1846 Одесса — 6 января 1900,  Гиер (климатическая станция близ Ниццы на юге Франции) — русский математик и механик, доктор  прикладной математики, профессор; тайный советник; городской голова Одессы.

## Биография
Родился 26 июля (7 августа) 1846 года. Был внебрачным сыном доктора-психиатра из Вены Лейдесдорфа и любимой фрейлины Александры Фёдоровны, Козловой. Сперва носил фамилию матери. Впоследствии в графе о происхождении Валериан Николаевич указывал: «из уволенных из мещан».
Учился в Ришельевском лицее, при преобразовании которого в Императорский Новороссийский университет в 1865 году был зачислен студентом физико-математического факультета. Ученик И. Д. Соколова и К. И. Карастелева.  По окончании университетского курса в 1869 году со степенью кандидата и с золотой медалью за сочинение «О притяжении эллипсоидов» был направлен (вместе с А. Барским) в Цюрихскую политехническую школу для слушания лекций о практической механике. После этого учился в Карлсруэ и Париже, где занимался у профессора М. Шаля. По возвращении из-за границы представил к защите магистерскую диссертацию «Геометрическая теория абсолютного движения неизменяемой системы». Работа была отклонена учёным советом факультета, состоявшим в основном из биологов. Но после получения хвалебных рецензий от разных математиков, включая самого Шаля, работа была одобрена и Лигин был избран в доценты Новороссийского университета по кафедре математики.
В 1873 году, после очередной заграничной командировки  представил в Харьковском университете сочинение «Обобщения некоторых геометрических свойств движения систем» и получил степень доктора прикладной математики. Был утверждён экстраординарным (а позже — ординарным) профессором Новороссийского университета по кафедре теоретической и практической механики. Профессорскую кафедру он занимал вплоть до своего назначения в 1897 году на пост попечителя Варшавского учебного округа, исполняя также должность декана физико-математического факультета (1884—1889 гг.).
16 января 1889 г. был избран товарищем городского головы Г. Г. Маразли на срок оставшийся до истечения 4-летия бывшего товарища городского головы барона Витте. В отсутствие Маразли исправлял должность городского головы. Согласно установленному Одесской городской управой распределению обязанностей (7 марта 1889 г.), заведовал канцелярией управы, отделением по народному образованию со всеми подведомственными ему учреждениями — городскими и пригородными училищами, публичной библиотекой, городскими садами и плантациями. Повторно был избран в товарищи одесского городского головы на 4-летие, и утвержден в должности (10 декабря 1891 г.) и затем 17 февраля 1893 г. Пребывал в этой должности в 1895 г., когда Маразли подал прошение об отставке. Был избран думой 24 апреля 1895 г. городским головой Одессы «на дослужение срока избрания Маразли». Полномочия Лигина как городского головы истекли в декабре 1896, и в начале 1897 г. он покинул этот пост.
В книге «Столетие Одессы» отмечались его успехи в деле народного образования:

 «Нынешний товарищ городского головы Валериан Николаевич Лигин … признается в Одессе самым симпатичным образцовым деятелем. В качестве председателя училищного совета В. Н. в короткое время достиг в деле народного образования самых блестящих результатов: число народных школ при нём почти удвоилось. По проекту его городское женское училище преобразовано в профессиональное; построено 10 училищных зданий в память 10-летия царствования Императора Александра III. … Им же построено здание 2-й женской гимназии, городского 6-классного училища, девичьего училища, ремесленного училища». Граф С. Ю. Витте писал о нём: «вообще это был человек, выдающийся, оставивший о себе память».

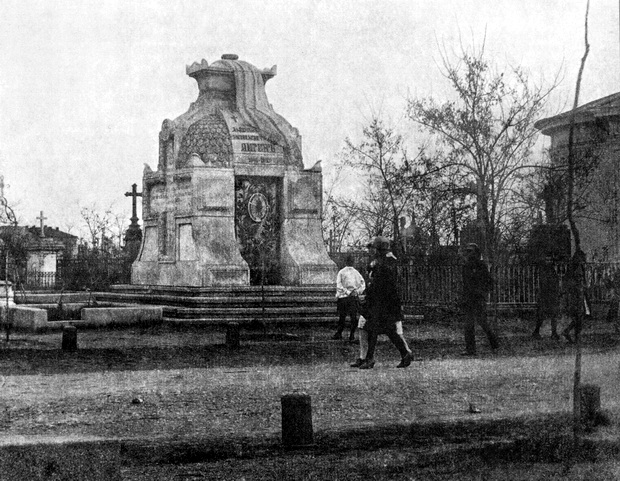
Могила В. Н. Лигина. 1900

Скончался 6 января 1900 года г. в возрасте 53 лет; был похоронен 25 января 1900 года на Старом кладбище в Одессе. В «Русском провинциальном некрополе» (по сведениям картотеки Н. П. Чулкова) приведен необычно большой текст надгробия Лигина на Старом кладбище в Одессе: 

 «Лигин Валериан Николаевич, заслуженный профессор с 1895, товарищ Одесского городского головы 1889—1895, городской голова г. Одессы 1895—1897, попечитель Варшавского Учебного Округа 1897—1900, председатель Одесского отделения Императорского русск. технич. Общества с 1882 и почетный председатель с 1897 по 1900. Светлому уму и благородному сердцу».

## Труды

### По математике
- Метод преподавания начертательной геометрии в смысле новой геометрии в реальных училищах / [Соч.] И. Шлезингера, проф. Лесн. акад. в Мариабрунне, бывшего ассист. и доц. по начертат. геометрии в Венск. политехн. ин-те...; Пер. с нем. [и снабдил предисл.] В. Лигин, доц. Новорос. ун-та Одесса : тип. Ульриха и Шульце, 1873
- Задачи по начертательной геометрии / Сост. И. Миколецкий, преп. Первого нем. каз. реал. уч-ща в Праге; Пер. с нем. В. Лигин, орд. проф. Новорос. ун-та Одесса : Шлейхер и Фрелих, 1880
- Научная деятельность Мишеля Шаля : Докл., чит. при открытии заседания Мат. отд-ния О-ва естествоиспытателей при Новорос. ун-те 26 янв. 1881 г. вице-президентом О-ва проф. В. Лигиным Одесса : тип. б. Г. Ульриха (А. П. Зелёного), 1881
- Начальные основания начертательной геометрии / [Соч.] А. Маннгейма, проф. Париж. политехн. шк.; Пер. с фр. [и снабдил предисл.] В. Лигин, проф. Новорос. ун-та Одесса : Е. Распопов, 1883

### По механике
- Геометрическая теория абсолютного движения неизменяемой системы : Соч., напис. для получения степ. магистра прикл. математики В. Лигиным. Одесса : тип. Ульриха и Шульце, 1872
- Геометрическая теория относительного движения точки и неизменяемой системы Одесса : тип. Ульриха и Шульце, 1872
- Обобщение на случай конечных перемещений одной теоремы Шаля относительно сопряженных осей Москва : Моск. матем. о-во, сост. при Имп. Моск. ун-те, [1872]
- Ответ на статью г. Умова «Заметка по поводу сочинения г. Лигина: Геометрическая теория абсолютного движения неизменяемой системы» / Одесса : тип. Ульриха и Шульце, 1873
- Заметка об ускорениях высших порядков в движении неизменяемой системы / [Соч.] В. Лигина Одесса : тип. Ульриха и Шульце, 1873
- Обобщения некоторых геометрических свойств движения систем Одесса : тип. Ульриха и Шульце, 1873
- Кинематика / Сост. В. Лигин, проф. Новоросс. ун-та. Ч. 1- Одесса : тип. Ульриха и Шульце, 1874
- Отзыв пр. Лигина о рассуждении «Кинематическая теория зацеплений», представленном на тему, заданную Физико-математическим факультетом для соискания медалей в 1875/76 учебном году, с эпиграфом «Математическая формула в области мышления — то же самое, что фокус собирательного стекла в мире физическом: как в одной точке, фокусе, собраны все лучи падающие на стекло, так в одной формуле собраны все мысли, касающиеся рассматриваемого вопроса; как из фокуса лучи расходятся опять, так из той же формулы выводятся все частные случаи вопроса» Одесса : тип. Ульриха и Шульце, [1876]
- Основные начала прикладной механики / Соч. Сонне; Пер. с 5 фр. изд. и доп. примеч. и ст. об ударе тел и о моментах инерции В. Лигин, проф. Новорос. ун-та Одесса : И. Дейбнер, 1876
- Заметка о способе Кемпе для механического решения уравнений Одесса : тип. Ульриха и Шульце, 1877
- Очерк новых воззрений Рело на машину / Сост. В. Лигин, проф. Имп. Новорос. ун-та Одесса : тип. Ульриха и Шульце, 1878
- Основные начала прикладной механики / Соч. Сонне; Пер. с 6 фр. изд. и доп. многими примеч. и приб. В. Лигин... Одесса : Г. Шлейхер, 1879
- Отзыв профессора В. Н. Лигина о трех сочинениях на тему «Кинематическая теория сложных циркулей», поданных в 1883 году в Физико-математический факультет для соискания медалей Одесса : тип. П. А. Зелёного, 1884

### По техническим наукам
- Исторический очерк изобретения железных дорог : Речь, чит. на торжеств. акте Новоросс. ун-та 30-го авг. 1874 г. проф. В. Лигиным Одесса : тип. Ульриха и Шульце, 1874
- Публичная лекция о водомерах, читанная 25-го марта 1880 года В. Лигиным, профессором Императорского Новороссийского университета Одесса : тип. Г. Ульриха, 1880
- Литература вопроса о сложных циркулярах Одесса : тип. П. А. Зелёного, 1883
- Непосредственные применения солнечной теплоты (инсолаторы) / [Соч.] В. Лигина, проф. Имп. Новоросс. ун-та Одесса : тип. П. А. Зелёного, 1883.

## Награды
Был награждён орденами: Св. Анны 2-й ст. (1884 г.), Св. Владимира 3-й ст. (1891 г.), Св. Станислава 1-й ст. (1896 г.), а также иностранными орденами: итальянским короны командорского креста, бухарским Золотой звезды 2-й ст. (1893), румынским Короны большого офицерского креста (1897 г.), болгарским «за гражданские заслуги» 1-й ст. (1898 г), а также медалями и знаками отличия. Статский советник (2 марта 1878 г.), действительный статский советник (27 декабря 1887). тайный советник (1 января 1898 г.).

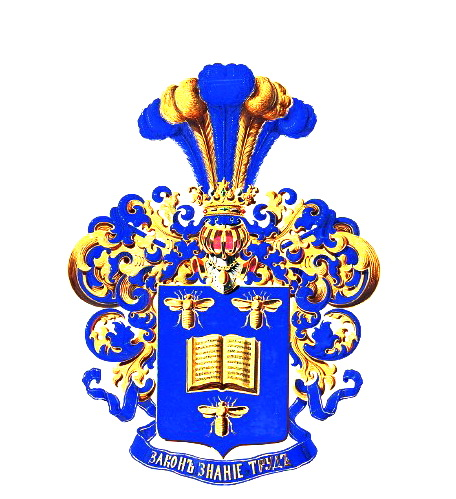
Герб рода дворян Лигиных внесен в Часть 15 Общего гербовника дворянских родов Всероссийской империи, стр. 110

## Семья
Определением Правительствующего Сената, 21 Июля 1888 года, утверждено постановление Херсонского дворянского Депутатского Собрания, 18 Марта 1888 года, о внесении Действительного Статского Советника Валериана Николаевича Лигина, с женой его Елизаветой Егоровной и детьми их: Валерианом, Марией и Сергеем, по означенному его чину, в третью часть дворянской родословной книги.
Сын Валериан Валерианович (род. 1873) в 1910-х гг. в чине статского советника был вице-губернатором Калишской, в 1914—1917 гг. — губернатором Келецкой губернии (Царство Польское), второй сын Сергей Валерианович (род. 1877) был главным доктором Николаевского военного госпиталя. Дочь Мария Валериановна (1874—1962) скульптор-любитель, в 1896 г. в греческой Свято-Троицкой церкви обвенчалась с представителем богатой греческой семьи Карлом Марковичем Севастопуло, причем одним из поручителей на венчании был Маразли (О Марии Валериановне и её муже несколько подробней в материале о доме на Княжеской ул.).